# Virginiatall
Virginiatall (Pinus virginiana) är en tallväxtart som beskrevs av Philip Miller. Virginiatall ingår i släktet tallar, och familjen tallväxter. IUCN kategoriserar arten globalt som nära hotad. Inga underarter finns listade i Catalogue of Life.
Arten förekommer i östra USA från Indiana, Kentucky, Tennessee och Mississippi österut. Den saknas i Florida. Virginiatall växer i låglandet och i kulliga områden upp till 650 meter över havet. Trädet hittas i den tempererade och ganska fuktiga zonen. Det bildar ofta barrskogar tillsammans med andra tallar som Pinus echinata, Pinus rigida och Pinus taeda eller blandskogar med arter av eksläktet. Även andra barrträd som Tsuga canadensis och Thuja occidentalis kan vara inblandade. Virginiatall är ett av de första träden som etablerar sig när jordbruksmark lämnas obrukad. De första exemplaren är vanligen utformade som buskar.

## Bildgalleri

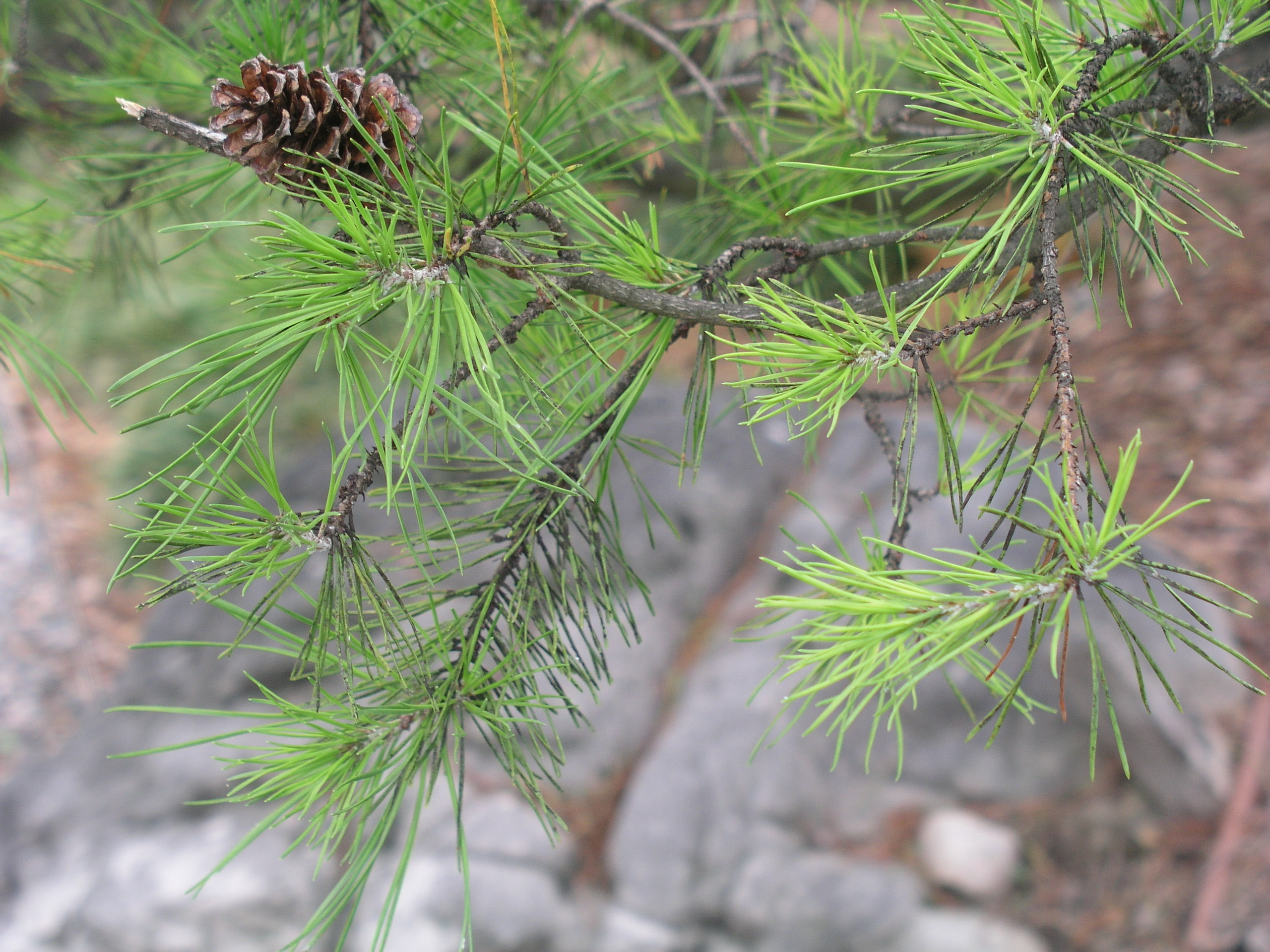
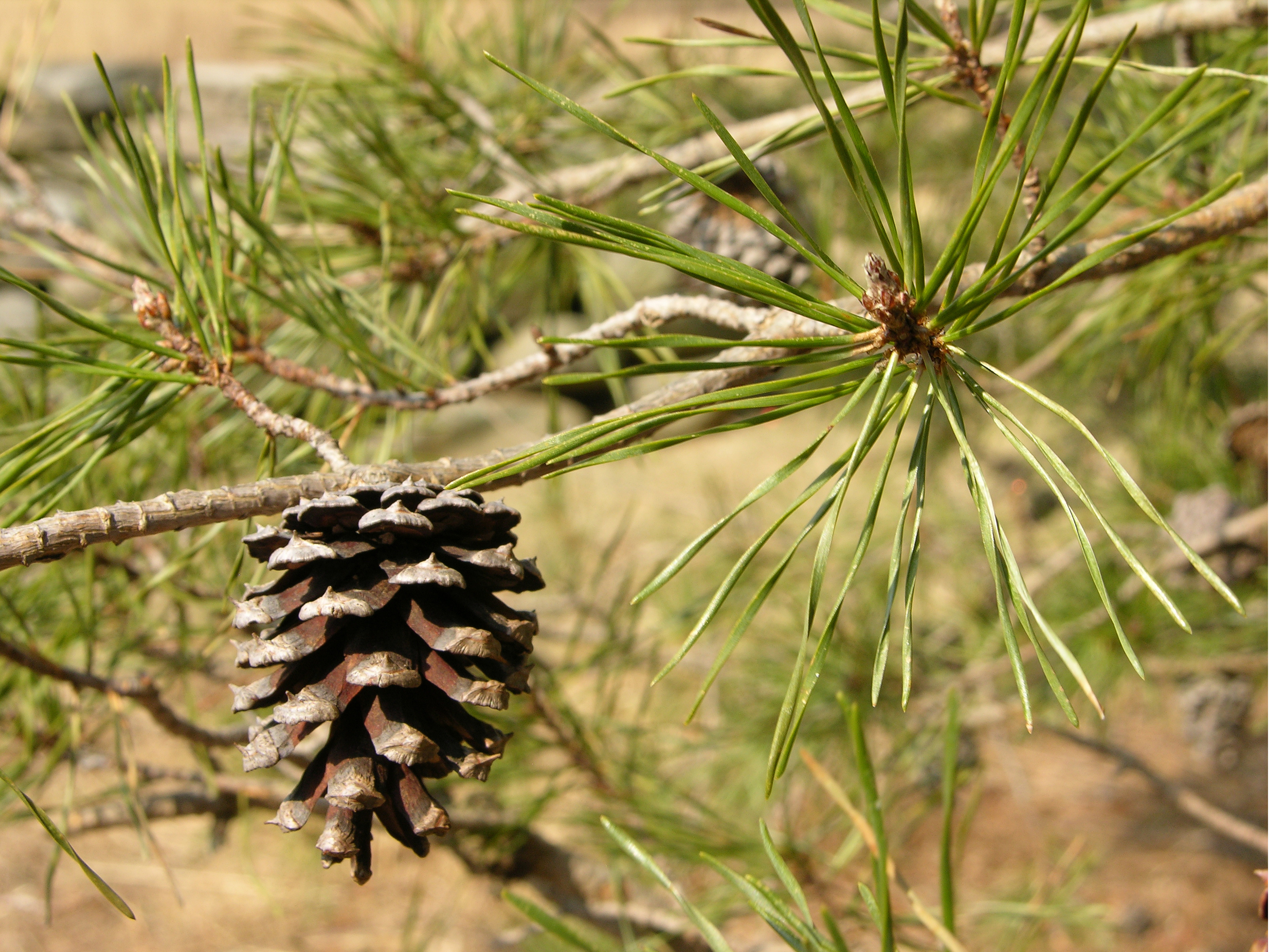
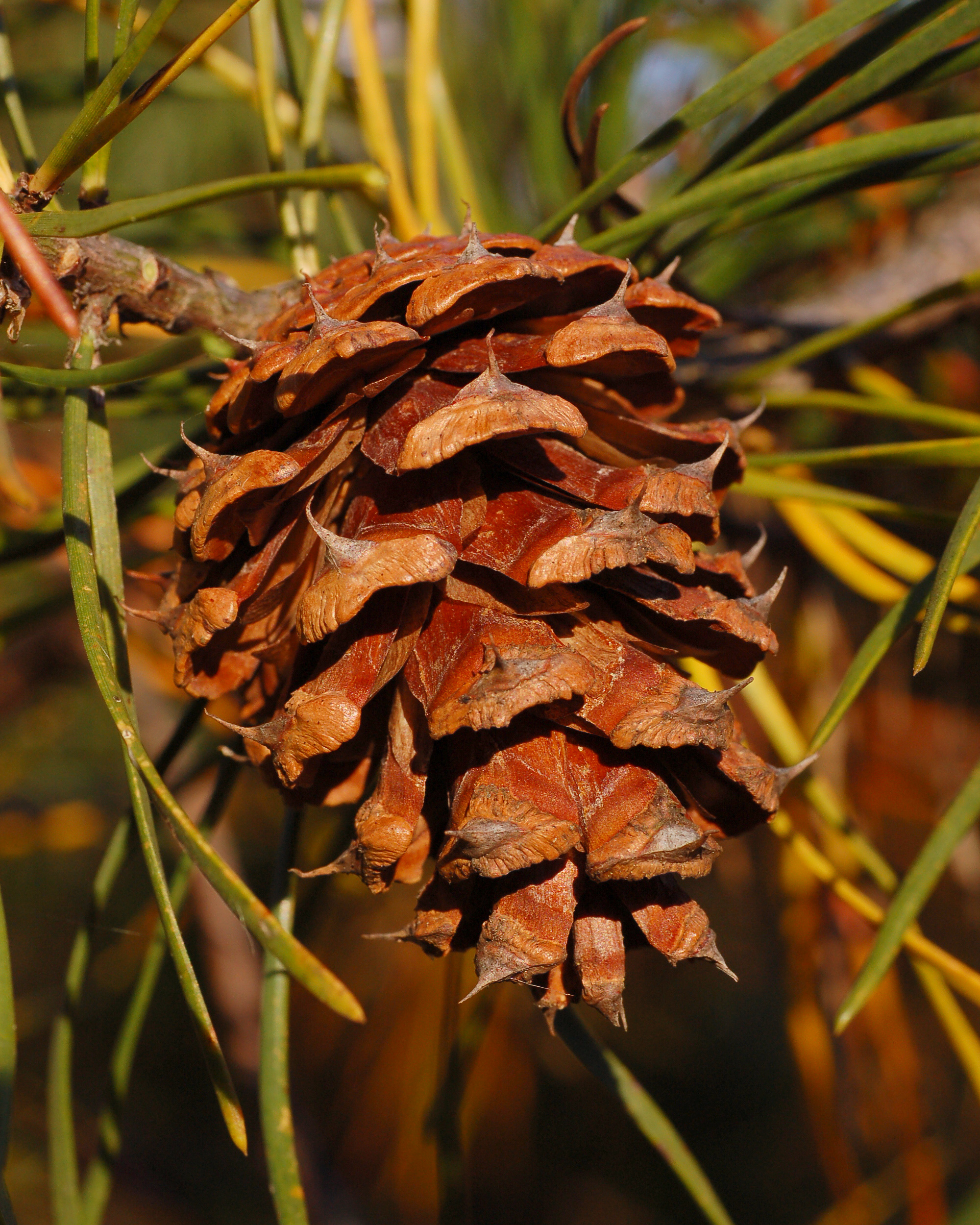
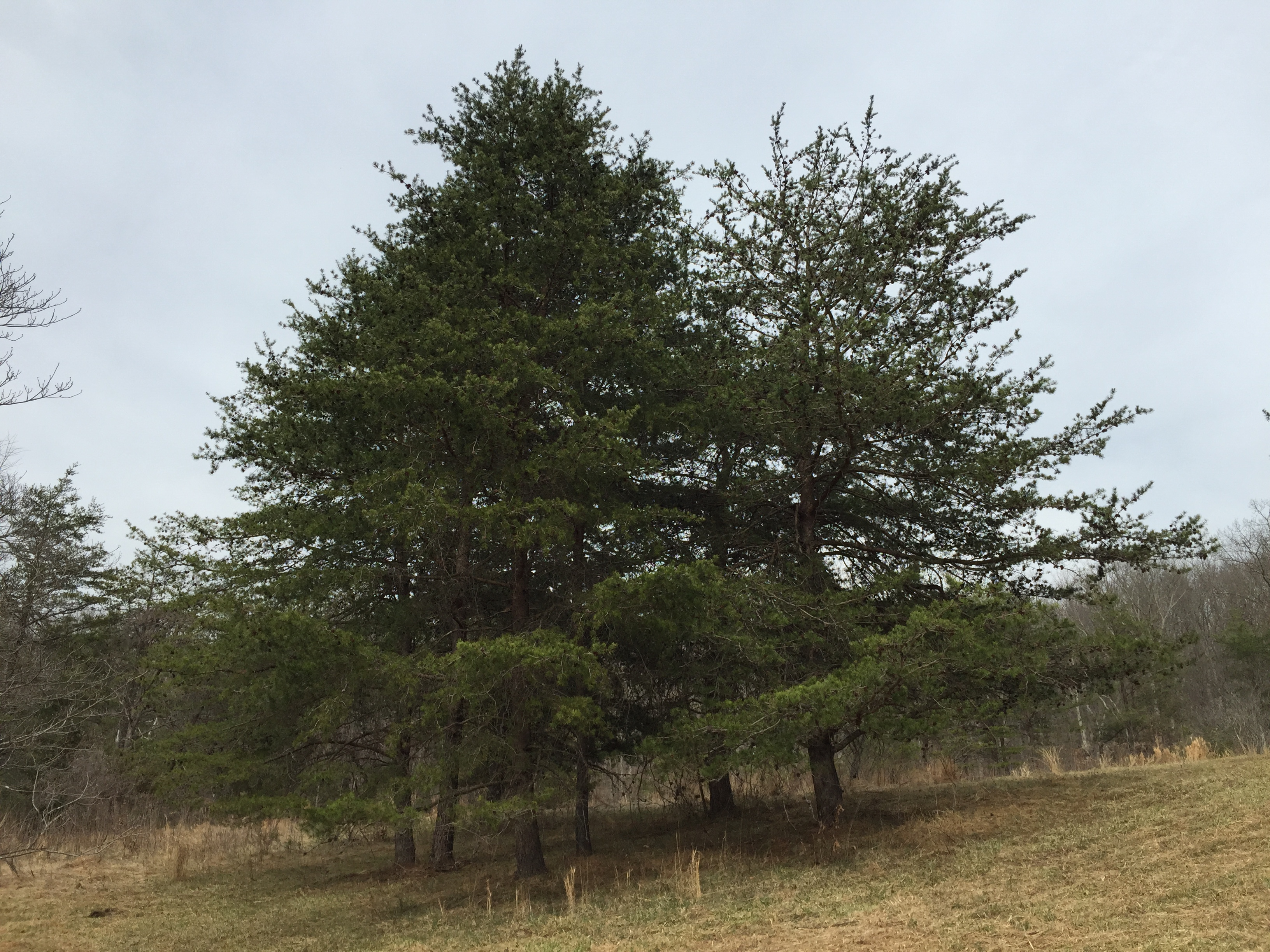
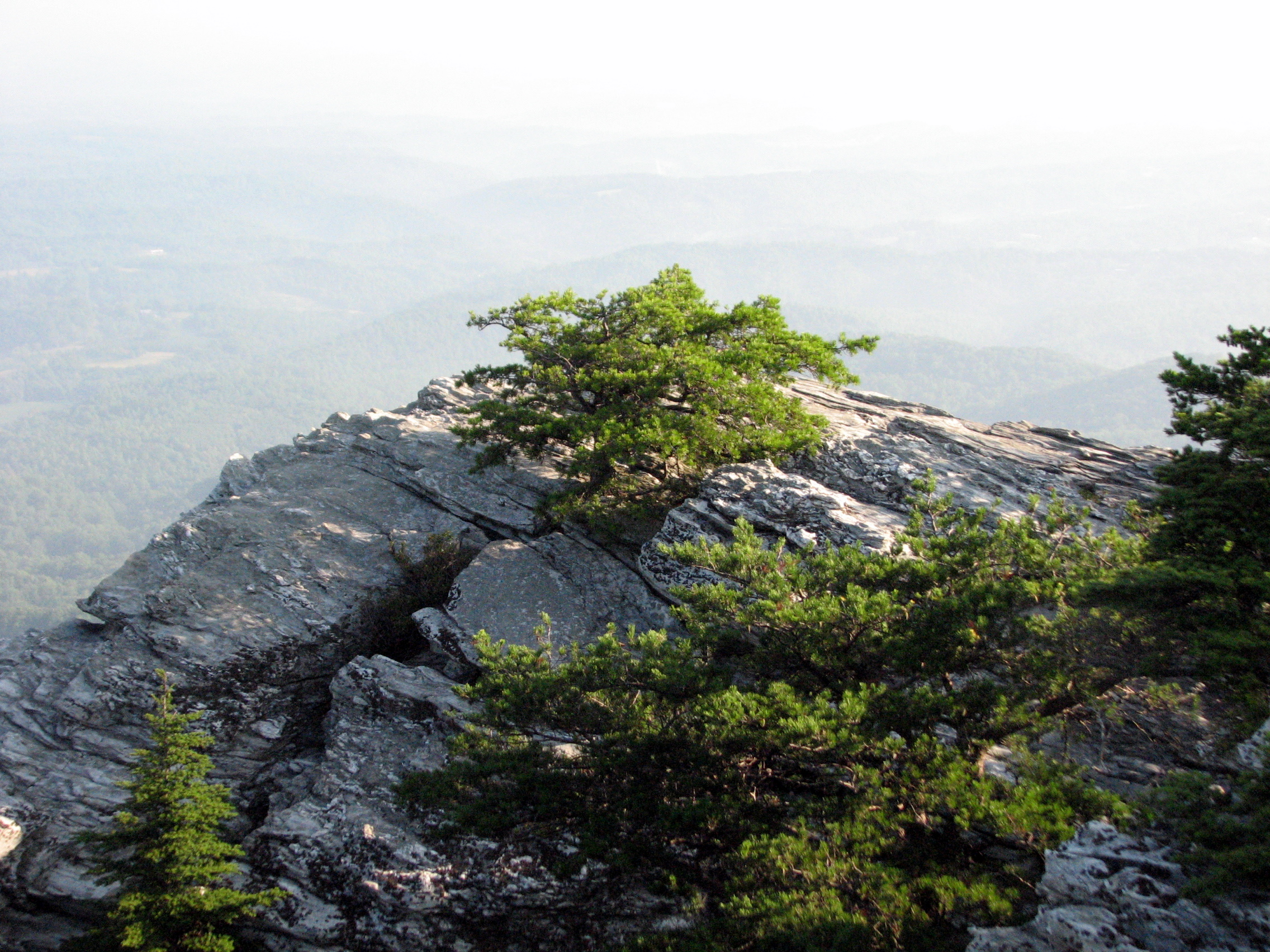
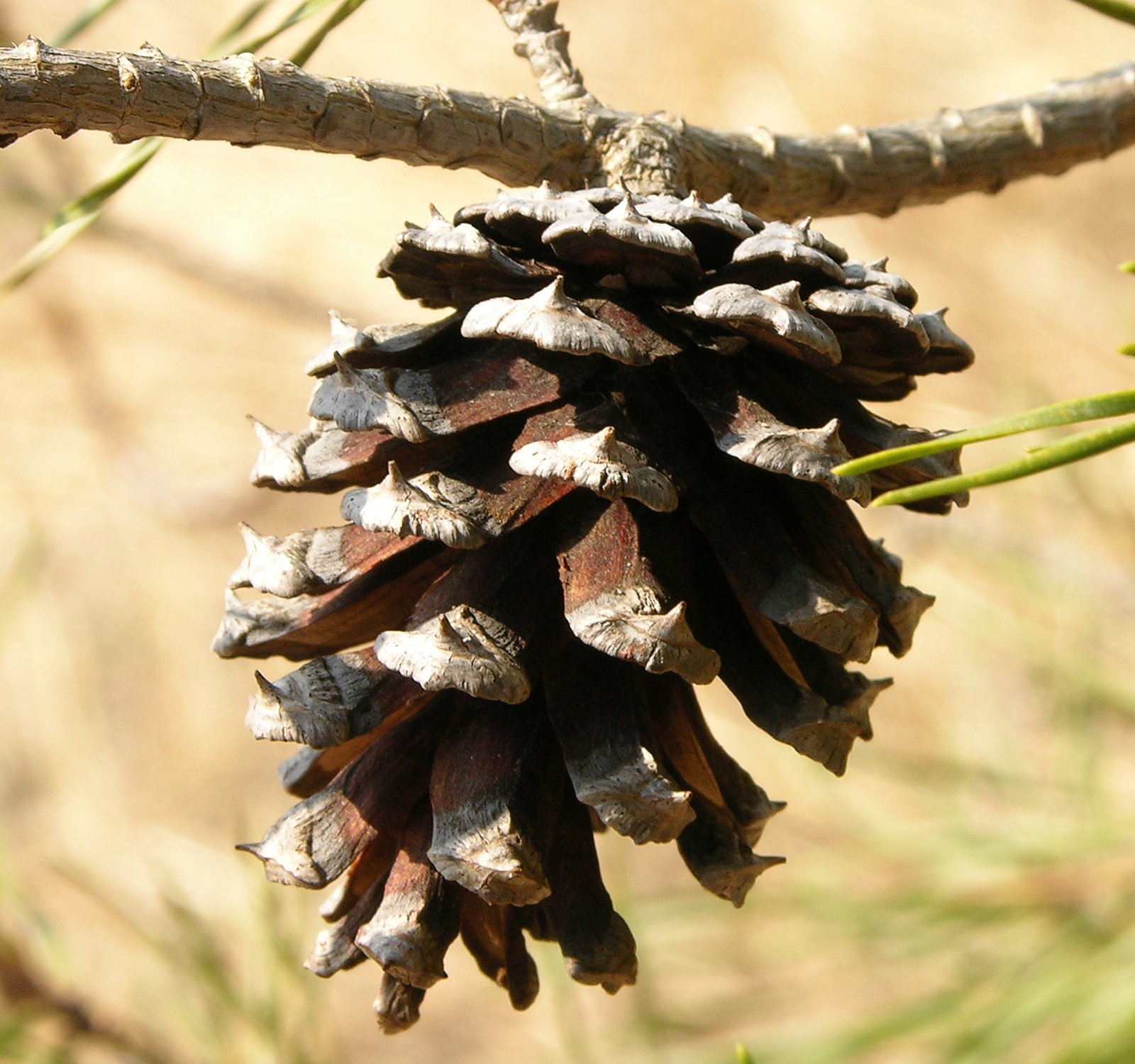